# Torben Müsel
Torben Müsel (Grünstadt, 25 juli 1999) is een Duits voetballer die doorgaans speelt als middenvelder. In januari 2023 verruilde hij Borussia Mönchengladbach voor Rot-Weiss Essen.

## Clubcarrière
Müsel speelde in de jeugd van SV Obersützen en kwam in 2006 terecht in de opleiding van 1. FC Kaiserslautern. Zijn debuut in het eerste elftal van die club maakte de aanvaller op 25 september 2017, toen met 5–0 verloren werd van Union Berlin. Sebastian Polter scoorde driemaal, Steven Skrzybski eenmaal en Giuliano Modica maakte een eigen doelpunt. Müsel mocht dertien minuten voor tijd invallen. De aanvaller kwam in zijn debuutseizoen tot negen competitiewedstrijden, zonder doelpunten. In de zomer van 2018 maakte hij de overstap naar Borussia Mönchengladbach, dat hem transfervrij overnam. In januari 2022 werd Müsel voor een half seizoen op huurbasis gestald bij KAS Eupen. Na zijn terugkeer kwam hij alleen uit voor het belofteteam in Mönchengladbach. In januari 2023 mocht hij transfervrij vertrekken en tekende hij voor anderhalf jaar bij Rot-Weiss Essen. Hier maakte hij in zijn eerste seizoen zijn eerste officiële doelpunt in een eerste elftal. Zijn contract werd in maart 2024 opengebroken en met twee seizoenen verlengd tot medio 2026, met een optie op een jaar extra.

## Clubstatistieken
| Seizoen | Club                     | Competitie      | Competitie | Competitie | Beker | Beker | Internationaal | Internationaal | Totaal | Totaal |
| Seizoen | Club                     | Competitie      | Wed.       | Dlp.       | Wed.  | Dlp.  | Wed.           | Dlp.           | Wed.   | Dlp.   |
| ------- | ------------------------ | --------------- | ---------- | ---------- | ----- | ----- | -------------- | -------------- | ------ | ------ |
| 2017/18 | 1. FC Kaiserslautern     | 2. Bundesliga   | 9          | 0          | 0     | 0     | —              | —              | 9      | 0      |
| 2018/19 | Borussia Mönchengladbach | Bundesliga      | 0          | 0          | 0     | 0     | —              | —              | 0      | 0      |
| 2019/20 | Borussia Mönchengladbach | Bundesliga      | 1          | 0          | 0     | 0     | —              | —              | 1      | 0      |
| 2020/21 | Borussia Mönchengladbach | Bundesliga      | 0          | 0          | 0     | 0     | —              | —              | 0      | 0      |
| 2021/22 | Borussia Mönchengladbach | Bundesliga      | 1          | 0          | 0     | 0     | —              | —              | 1      | 0      |
| 2021/22 | → KAS Eupen              | Eerste klasse A | 9          | 0          | 1     | 0     | —              | —              | 10     | 0      |
| 2022/23 | Borussia Mönchengladbach | Bundesliga      | 0          | 0          | 0     | 0     | —              | —              | 0      | 0      |
| 2022/23 | Rot-Weiss Essen          | 3. Liga         | 16         | 1          | 0     | 0     | —              | —              | 16     | 1      |
| 2023/24 | Rot-Weiss Essen          | 3. Liga         | 37         | 3          | 1     | 1     | —              | —              | 38     | 4      |
| 2024/25 | Rot-Weiss Essen          | 3. Liga         | 28         | 5          | 1     | 0     | —              | —              | 29     | 5      |
| Totaal  | Totaal                   | Totaal          | 101        | 9          | 3     | 1     | 0              | 0              | 104    | 10     |

Bijgewerkt op 30 april 2025.